# جونگ‌هان
یون جونگ هان (کره‌ای: 윤정한؛ زادهٔ ۴ اکتبر ۱۹۹۵) که بیشتر با نام جونگ‌هان (کره‌ای: 정한) شناخته می‌شود، خواننده اهل کره جنوبی زیر نظر پلدیس انترتینمنت است. او یکی از اعضای گروه پسرانه کره‌ای سونتین و زیرگروه جی‌اکس‌دابلیو است.

## اوایل زندگی و تحصیلات
یون جونگ هان زادهٔ ۴ اکتبر ۱۹۹۵ در هواسونگ، گیونگ‌گی، کره جنوبی است. او یک خواهر کوچکتر دارد. یون در سال ۲۰۱۴ از دبیرستان هیانگ‌نام در رشتهٔ علوم طبیعی فارغ‌التحصیل شد. در سال ۲۰۲۳، او برای مدرک کارشناسی ارشد در دانشگاه آنیانگ ثبت نام کرد و در رشتهٔ کی پاپ و مدیریت بازرگانی در دپارتمان موسیقی کاربردی تحصیل کرد.